# Contea di Putnam (Indiana)
La contea di Putnam (in inglese Putnam County) è una contea dello Stato dell'Indiana, negli Stati Uniti. La popolazione al censimento del 2000 era di 36 019 abitanti. Il capoluogo di contea è Greencastle.